# Charlie Banacos
Charlie Banacos (* 11. August 1946 in Lowell  (Massachusetts); † 8. Dezember 2009) war ein amerikanischer Jazzpianist, der vor allem als Musikpädagoge und Autor von Fernkursen hervorgetreten ist.

## Leben und Wirken
Banacos wuchs in Dracut auf und spielte zunächst als Musiker mit Jerry Bergonzi und Harvie Swartz. Er erhielt seine musikalische Ausbildung bei Jaki Byard, Lennie Tristano und Margaret Chaloff. Auf der Lowell State Teachers University machte er 1968 seinen pädagogischen Abschluss. Später trat er auch mit Roy Haynes, Teddy Kotick und Charlie Mariano auf sowie mit Miles Donahue. Seine Komposition Pelaghia wurde in der Carnegie Hall aufgeführt. Seit den späten 1960er Jahren entwickelte er mehr als 100 Studienkurse für Improvisatoren und Komponisten. Er schrieb Kurse wie „Hexatonics“, „Intervallics“, „Superimpositions“, „Overlaps“ oder „Double Mambos“, die in den amerikanischen Kanon der Jazzpädagogik eingegangen sind. Dabei legte Banacos einen besonderen Wert auf die Gehörbildung.
Banacos war zunächst am  Berklee College of Music beschäftigt. Er lehrte zwischen 1988 und 2009 am New England Conservatory of Music, gehörte aber auch zum Lehrkörper der Longy School of Music. Musiker wie Mike und Leni Stern, Bill Frisell, Michael Brecker, Joey Calderazzo, Danilo Pérez, Jeff Berlin, Alain Caron, Kenny Werner, George Garzone, Bill Pierce, Marilyn Crispell, Rachel Z oder Pat Metheny gehören zu seinen Schülern. Die von ihm entwickelten Methoden fanden auch in Lehrbücher und die Ausbildung weiterer Ausbildungsstätten wie der Manhattan School of Music, dem Thelonious Monk Institute und der New School Eingang.

## Schriften
- Charlie Banacos: Pentatonic Scale Improvisation. Banacos, Boston, MA 1972 (englisch).
- Charlie Banacos: Tonal Paralypsis: Book 1. Banacos, Boston, MA 1972 (englisch).
- Charlie Banacos: Tonal Paralypsis: Book 2. Banacos, Boston, MA 1972 (englisch).
- Charlie Banacos: Voicings in Clusters. Banacos, Boston, MA 1972 (englisch).
- Charlie Banacos: Voicings in 5ths. Banacos, Boston, MA 1972 (englisch).
- Charlie Banacos: Voicings in 4ths. Banacos, Boston, MA 1972 (englisch).